# Siniestro total

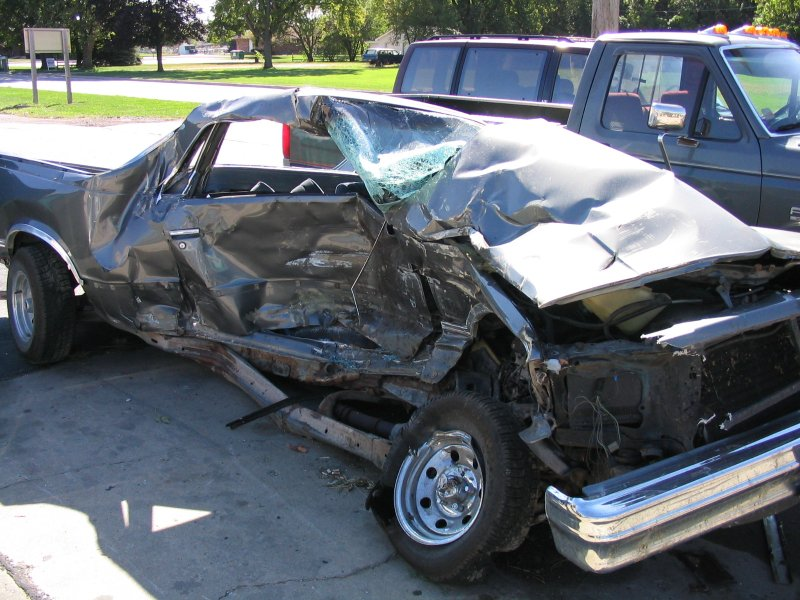
Destrozo completo de un coche. Dado el estado en el que se encuentra el vehículo de la imagen, se observa cómo una reparación es técnicamente inviable

Este artículo se refiere al concepto jurídico. Para el grupo vigués de rock, véase Siniestro Total.
Se entiende como siniestro total, destrucción total o pérdida total cuando a resultas de un siniestro se da una de las dos o las dos situaciones siguientes:
- Cuando la reparación de los daños producto del siniestro no es viable técnicamente (viabilidad técnica).
- Cuando la reparación de los daños producto del siniestro no es viable económicamente.(viabilidad económica).

La reparación de un daño es técnicamente viable cuando es posible mediante la técnica devolverle al bien dañado las mismas condiciones de uso, estética y seguridad que tenía con anterioridad al siniestro.
La reparación de un daño es económicamente viable cuando su coste económico (precio) se sitúe por debajo del valor de reposición menos el valor de los restos. De donde se deduce que:
Si,    {\displaystyle Irep<Vr-Vrestos}               entonces, Reparación económicamente viable
y si,  {\displaystyle Irep>Vr-Vrestos}               entonces, Reparación económicamente no viable
Irep=Importe reparación.   
Vr=Valor de reposición.  
Vrestos=Valor de los restos.  
Esta situación de siniestro total o pérdida total, la determina un perito (técnico experto), tras efectuar la correspondiente valoración de daños, tasación del valor de reposición del bien siniestrado y tasación del valor de los restos.
Existen pólizas de seguros o contratos de seguros que contemplan la indemnización por pérdida total del objeto asegurado. En cualquier caso, corresponde siempre a un perito tras determinar un siniestro total, el examen de las condiciones particulares de cada póliza en concreto y la elaboración de la correspondiente propuesta de indemnización por pérdida total.

## Destrucción total en celulares
Destrucción total es considerada cuando el equipo celular no puede ser reparado debido al accidente ocurrido, en casos como ruptura del display, fallos de táctiles, equipos mojados. En esos casos el seguro debe reparar totalmente el equipo, o indemnizar económicamente con el valor monetario total del equipo o con un equipo nuevo de calidad similar al dañado.
- Datos: Q315971